# Shorea rubra
Shorea rubra är en tvåhjärtbladig växtart som beskrevs av Peter Shaw Ashton. Shorea rubra ingår i släktet Shorea och familjen Dipterocarpaceae. Inga underarter finns listade i Catalogue of Life.